# Février 1887

## Événements
- Février - mars et décembre : accords méditerranéens entre l’Autriche-Hongrie, l’Italie, le Royaume-Uni et l’Espagne (mai) conclus pour résister aux desseins des Russes et des Français en Méditerranée et dans les Détroits.

- 2 février : création au Bengale de la Chambre nationale de commerce et d’industrie. Elle est la première institution de ce genre à être organisée sur le territoire colonial britannique des Indes.

- 9 février : fondation de la Gold Fields of South Africa par Cecil Rhodes et Charles Rudd.

- 12 février : Entente de la Méditerranée entre le royaume de Grande-Bretagne et le royaume d'Italie, sous la médiation du chancelier allemand Otto von Bismarck

- 21 février (Allemagne) : le Reichstag est dissous sur la question des crédits militaires. Les conservateurs, qui remporteront les élections le 21 février, voteront la loi de programmation de Bismarck le 12 mars.

- 22 février : élection fédérale canadienne de 1887. John A. Macdonald (conservateur) est réélu pour la troisième fois aux élections fédérales.

- 23 février : tremblement de terre des Alpes ligures, peu avant 6 h du matin. En France, la ville de Menton, et le village de Castillon sont particulièrement touchés. Secousses également ressenties dans les Alpes ligures.

- 24 février : traité signé entre Tippou Tib et Stanley. Le marchand swahili devient le wali (gouverneur) du district de Stanley Falls (Kisangani), rémunéré par l’État léopoldien. L’enjeu principal du traité est l’ivoire dont Tippou Tib contrôle le commerce.

## Naissances
- 12 février :
  - Robert Boudrioz (mort le 22 juin 1949), réalisateur, scénariste, journaliste, conteur et chansonnier français
  - Edelmiro Julián Farrell (mort le 31 octobre 1980), militaire argentin
  - Maurice Brançon (mort le 18 janvier 1956), homme politique et syndicaliste français

- 16 février : José Moreno Villa, archiviste, bibliothécaire, poète, écrivain, journaliste, critique, historien de l'art, documentaliste, dessinateur et peintre espagnol († 25 avril 1955).
- 20 février : Vincent Massey, Gouverneur Général.
- 25 février : Andrew McNaughton, général de l'armée canadienne.
- 26 février : William Frawley, acteur américain († 3 mars 1966).

## Décès
- 19 décembre : François Bonvin, peintre et graveur français (° 22 novembre 1817).
- 25 février : Eugène Rimmel : parfumeur et homme d'affaires français, à Londres (° 1820).